# Violences contre les Juifs en Europe centrale et orientale (1944-1946)
Les violences contre les Juifs en Europe centrale et orientale qui commencèrent durant les derniers moments de la Seconde Guerre mondiale, à la suite de la retraite des troupes d'occupation allemandes et de l'arrivée victorieuse de l'armée rouge, étaient liées en partie à l'anarchie de l'après-guerre et au chaos économique exacerbé par les politiques staliniennes imposées dans les territoires des républiques soviétiques et des nouveaux pays satellites. 
Les attaques antisémites sont devenues fréquentes dans les villes soviétiques dévastées par la guerre, dans les marchés, dans les magasins vides, dans les écoles et même dans les entreprises d'État. Des lettres de protestations furent envoyées à Moscou par le comité antifasciste juif, qui était impliqué dans la recherche de preuves sur la Shoah, depuis nombreuses villes russes, ukrainiennes ou biélorusses.

## Histoire
Selon le colonel David Dragunsky, les autorités soviétiques ne tentèrent pas de remédier aux années de propagande antisémite hitlérienne, des éléments antisémites qui avaient été parmi les collaborateurs des Nazis en Union Soviétique furent souvent mis à la tête des entreprises d'État. Solomon Mikhailovich Mikhoels, président du Comité antifasciste juif (CAJF) assassiné à Minsk en janvier 1948, écrit que les maisons juives ne furent pas rendues à leurs propriétaires. À Berdytchiv, Mohyliv-Podilskyï, Balta, Jmerynka, Vinnytsia, Khmilnyk, Stara Rafalivka (en) et de nombreuses autres villes, les Juifs furent obligés de rester dans les anciens ghettos nazis afin d'assurer leur propre sécurité. 
Le Comité antifasciste juif fut la cible directe des autorités soviétiques dans la campagne dite « contre les cosmopolites sans racine » de la fin des années 1940 et lors de la nuit des poètes assassinés,.
Le présidium du CAFJ se réunit à la fin du mois d'août 1944 avec le commandant d'une unité partisane juive de Biélorussie. En réponse à une question portant sur l'attitude des non-Juifs face aux Juifs à Minsk, il déclare « Cette attitude n'a pas été bonne. Il y a eu de nombreux incidents antisémites... Une bataille pour les logements a commencé... Il existe des difficultés en ce qui concerne l'emploi  ».
Quelques mois après l'assassinat de Mikhoels, d'autres figures juives furent arrêtées. Sa mort marqua le début dans tout le pays d'une vaste répression contre les Juifs accusés d'espionnage et de crimes économiques. Une campagne contre le sionisme fut lancée à l'automne 1948. À la fin de la décennie, les Juifs disparurent des hautes sphères du parti dans les Républiques socialistes. Cela ouvre la voie au complot des blouses blanches de 1952-53 qui est accompagné de la publication de textes antisémites dans les médias, et de centaines d'interrogatoires où la torture fut employée. 
La plupart des villes et villages d'Union soviétique n'ont jamais reconnu l'implication des auxiliaires de police locaux dans la Shoah,,. La grande majorité des 300 000 membres de la Schutzmannschaft dans les territoires soviétiques occupés par l'armée allemande (les membres de la Défense du territoire biélorusse qui prit part à des actions de pacification au cours desquelles environ 30 000 Juifs furent assassinés, et les membres des bataillons de la Ukrainische Hilfspolizei qui étaient responsables de l'extermination de 150 000 Juifs dans la seule région de Volhynie) purent reprendre leur ancienne vie sans être inquiétés,. Khrouchtchev déclare que les Juifs n'étaient pas les bienvenus en Ukraine.

## Pays satellites
Au moment de la prise de pouvoir par les Soviétiques en Pologne, « seule une petite partie des morts [Juifs] pouvait être attribuée à l'antisémitisme », selon Jan T. Gross. La plupart d'entre eux avaient été tués lors de l'insurrection anti-communiste qui faisait rage contre le gouvernement pro-soviétique. Les violences antisémites de Pologne de 1944-1946 firent au moins 327 victimes juives dont 104 dans la seule ville de Kielce.
En Roumanie, des centaines de Juifs qui revenaient des camps furent tués,.
Des manifestations anti-juives, parfois concentrées sur des accusations de meurtre rituel, eurent lieu dans une dizaine de lieux en Hongrie, comme à Kunmadaras (deux ou quatre victimes) et Miskolc.
En Slovaquie, à Topolcany, 48 Juifs furent gravement blessés en septembre 1945. Un certain nombre de Juifs furent assassinés à Kolbasov en décembre. Selon les témoignages, 13 incidents antisémites, appelés émeutes du Congrès des Partisans, eurent lieu entre le 1er et le 5 août, dont le plus important fut celui de Žilina, où 15 personnes furent blessées. Des manifestations antisémites eurent lieu à Bratislava en août 1946 et en août 1948, avec des émeutes antisémites en certains endroits.
À Kiev, en Ukraine, du 4 au 7 septembre 1945, environ cent Juifs furent battus, trente-six d'entre eux durent être hospitalisés et cinq moururent de leurs blessures. À Rubtsovsk, en Russie, de nombreux incidents antisémites eurent lieu en 1945.